# غسان محسن
غسان محسن حسين (مواليد 28 سبتمبر 1945) دبلوماسي وفنان تشكيلي عراقي. يتولى حاليا منصب السفير العراقي إلى البحرين منذ 8 أغسطس 2010. أقام أكثر من ثمانية عشر معرض فردي وأكثر من ثلاثين معرض مشترك في في أربع قارات. تتركز أعماله الفنية في ثلاثة عناصر أساسية وهي الزهور والزخارف المعمارية والخط العربي التقليدي.

## السيرة الذاتية
ولد غسان في الناصرية بالعراق لضابط في الجيش محسن حسين ومدرسة فتحية طالب. ولد غسان في عائلة عراقية من أصول عربية.
تولى تدريسه مادة الفن في المدرسة أشخاص بارزون في هذا المجال أمثال شاكر حسن السعيد وإسماعيل الترك والدكتور إسماعيل الشيخلي ولكنه لم يكمل دراسته في جامعة متخصصة في الفنون. حصل على شهادة البكالوريوس في العلوم السياسية من جامعة بغداد عام 1967. ثم حصل على شهادة الماجستير في العلاقات الدولية من جامعة سانت جونز بالولايات المتحدة الأميركية عام 1977.
التحق بوزارة الخارجية العراقية في 15 فبراير 1968 وتدرج من ملحق إلى سفير حتى 1 يوليو 1993. عمل في ممثليات العراق في القاهرة وأبوظبي ونيويورك وإسلام آباد من 1970 إلى 1987. ترأس دائرة المنظمات الدولية والمؤتمرات الدولية والدائرة العربية ودائرة آسيا وإفريقيا وأميركا اللاتينية ومعهد الخدمة الخارجية. شارك في مؤتمرات القمة العربية وعدم الانحياز ومنظمة المؤتمرات الدولية ودورات الجمعية العامة للأمم المتحدة. ترأس اللجنة التوجيهية لوزارة الخارجية من 27 أبريل إلى 2 سبتمبر 2003. تولى رئاسة البعثة الدبلوماسية العراقية في المنامة منذ 12 أكتوبر 2003. تم تعيينه سفيرا للعراق إلى البحرين منذ 8 أغسطس 2004.
في المجال الأكاديمي فإنه يعمل محاضر في معهد الخدمة الخارجية لمادتي التعامل الدبلوماسي والقنصلي والتنظيم الدولي منذ عام 1987.
كما أنه عضو جمعية الفنانين التشكيليين في العراق وأقام أكثر من ثمانية عشر معرض شخصي وأكثر من ثلاثين معرض مشترك في باكستان والهند والصين والعراق والبحرين.

### المؤلفات والبحوث
- مقدمة في التعامل الدبلوماسي والقنصلي (1976).
- آفاق تعديل ميثاق الأمم المتحدة (1988).

## الحياة الشخصية
متزوج من السيدة مها خالد البارودي ولديه ثلاثة أبناء مصطفى والحارث والمنذر.